# 304 (szám)
A 304 (római számmal: CCCIV) egy természetes szám.

## A szám a matematikában
A tízes számrendszerbeli 304-es a kettes számrendszerben 100110000, a nyolcas számrendszerben 460, a tizenhatos számrendszerben 130 alakban írható fel.
A 304 páros szám, összetett szám. Primitív áltökéletes szám. Kanonikus alakban a 24 · 191 szorzattal, normálalakban a 3,04 · 102 szorzattal írható fel. Tíz osztója van a természetes számok halmazán, ezek növekvő sorrendben: 1, 2, 4, 8, 16, 19, 38, 152 és 304.
Érinthetetlen szám: nem áll elő pozitív egész számok valódiosztóösszeg-függvényeként.
A 304 négyzete 92 416, köbe 28 094 464, négyzetgyöke 17,43560, köbgyöke 6,72395, reciproka 0,0032895. A 304 egység sugarú kör kerülete 1910,08833 egység, területe 290 333,42667 területegység; a 304 egység sugarú gömb térfogata 117 681 815,6 térfogategység.
.